# Munich-Hauptbahnhof (métro de Munich)
Munich-Hauptbahnhof (en allemand : U-Bahnhof Hauptbahnhof) est une station de correspondance composée de deux stations, l'une pour les lignes U1 et U2 et l'autre pour la section commune aux lignes U4 et U5 du métro de Munich. Elle est située dans le secteur Ludwigsvorstadt-Isarvorstadt, au centre de Munich en Allemagne.
Elle est également en correspondance avec la gare centrale de Munich.

## Situation sur le réseau

Plan du métro (2020).

Établie en souterrain, Munich-Hauptbahnhof est une station de passage et de correspondances disposant de deux sous-stations (U1/U2) et (U4/U5) portants le même nom :  
La station Hauptbahnhof (U1/U2), est une station de bifurcation disposant de quatre voies (2 par ligne) et deux quais centraux (1 par ligne). Au nord les lignes se séparent et au sud elles forment, après la station, une section commune. La partie de la ligne U1 est située entre la station Stiglmaierplatz, en direction du terminus nord Olympia-Einkaufszentrum, et la station de la section commune (U1/U2) Sendlinger Tor, en direction du terminus sud U1 Olympia-Mangfallplatz. La partie de la ligne (U2) est située entre la station Königsplatz, en direction du terminus nord (U2) Feldmoching, et la station de la section commune (U1/U2) Sendlinger Tor, en direction du terminus sud-est (U2) Messestadt Ost,.
La station Hauptbahnhof (U4/U5), du tronc commun à la ligne U4 et la ligne U5 du métro de Munich. Elle est située entre la station Theresienwiese, en direction des terminus : Westendstraße (U4) ou Laimer Platz (U5), et la station Karlsplatz (Stachus), en direction des terminus : Arabellapark (U4) et Neuperlach Süd (U5). Elle dispose d'un quai central encadré par les deux voies de la ligne du tronc commun U4 et U5,. 

## Histoire
La station Hauptbahnhof (U1+U2) est mise en service le 18 octobre 1980, lors de l'ouverture à l'exploitation d'une ligne de 16 km.  Mise en travaux au printemps 1975, elle est construite dans une tranchée ouverte qui a nécessité la fermeture de la Bahnhofplatz, d'autant que ce chantier a été accompagné par la construction d'un parking souterrain et d'un abri de type bunker. Le choix de cette emplacement est dû à la proximité du projet de station U4/U5 et à la préférence d'un chantier ouvert à une construction souterraine.
La station Hauptbahnhof (U4/U5) est mise en service le 10 mars 1984. Nommée Hauptbahnhof Süd lors du chantier, avant d'être renommée simplement Hauptbahnhof, comme la station ouverte en 1980, avec qui elle est directement reliée en souterrain. 

## Services aux voyageurs

### Accès et accueil
La station Hauptbanhnhof (U1+U2) est située sous la Bahnhofplaz, devant le parvis de la gare centrale. Elle dispose de bouches d'accès sur le parvis équipées d'escaliers mécaniques et complétés par un ascenseur pour l'accessibilité des personnes à la mobilité réduite. La station Hauptbanhnhof (U4/U5), située sous la Bayerstrabe, dispose également de bouches sur le parvis et de chaque côté de la Bayerstrabe, elles sont équipées d'escaliers et/ou d'escaliers mécaniques et complétées par un ascenseur pour l'accessibilité des personnes à la mobilité réduite. Par ailleurs des circulations piétonnes souterraines facilitent les correspondances en reliant les deux stations du métro et en permettant d'accéder directement à différents sites de la gare centrale.

Installations
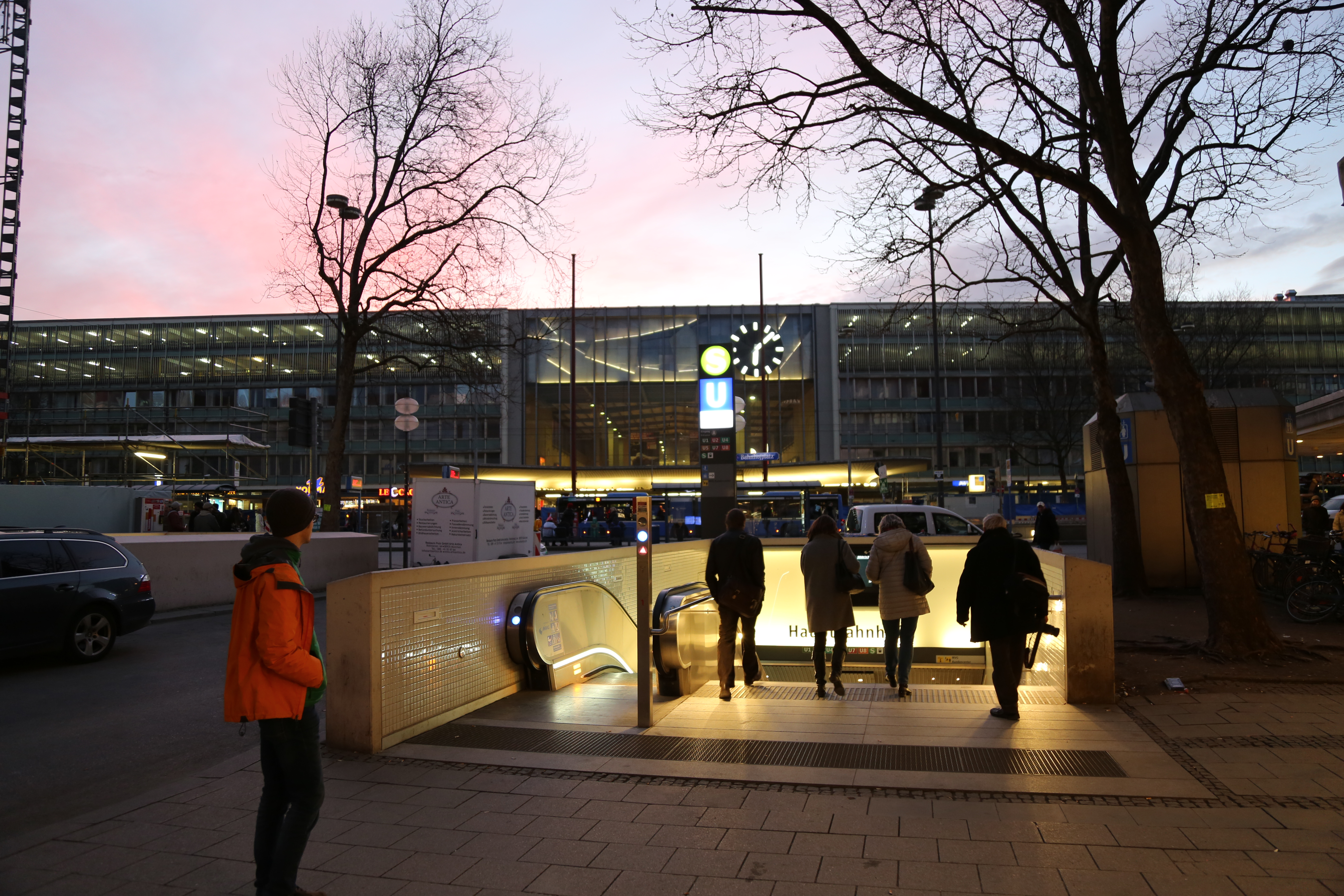
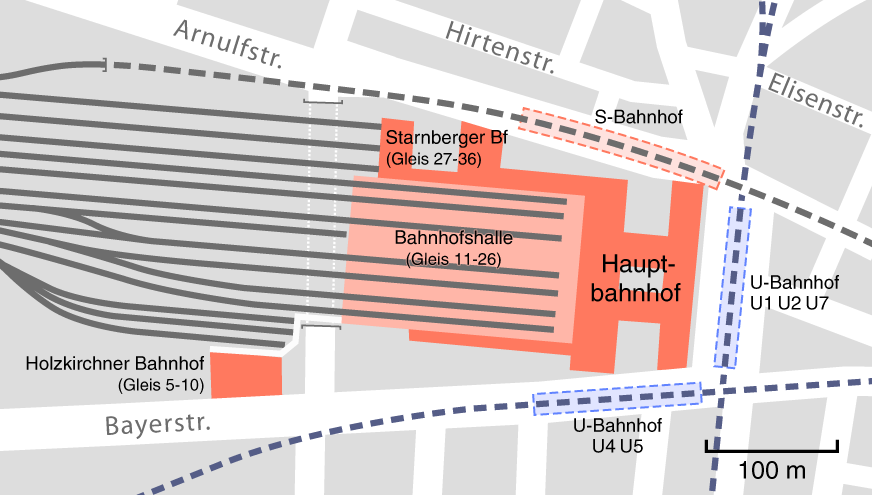
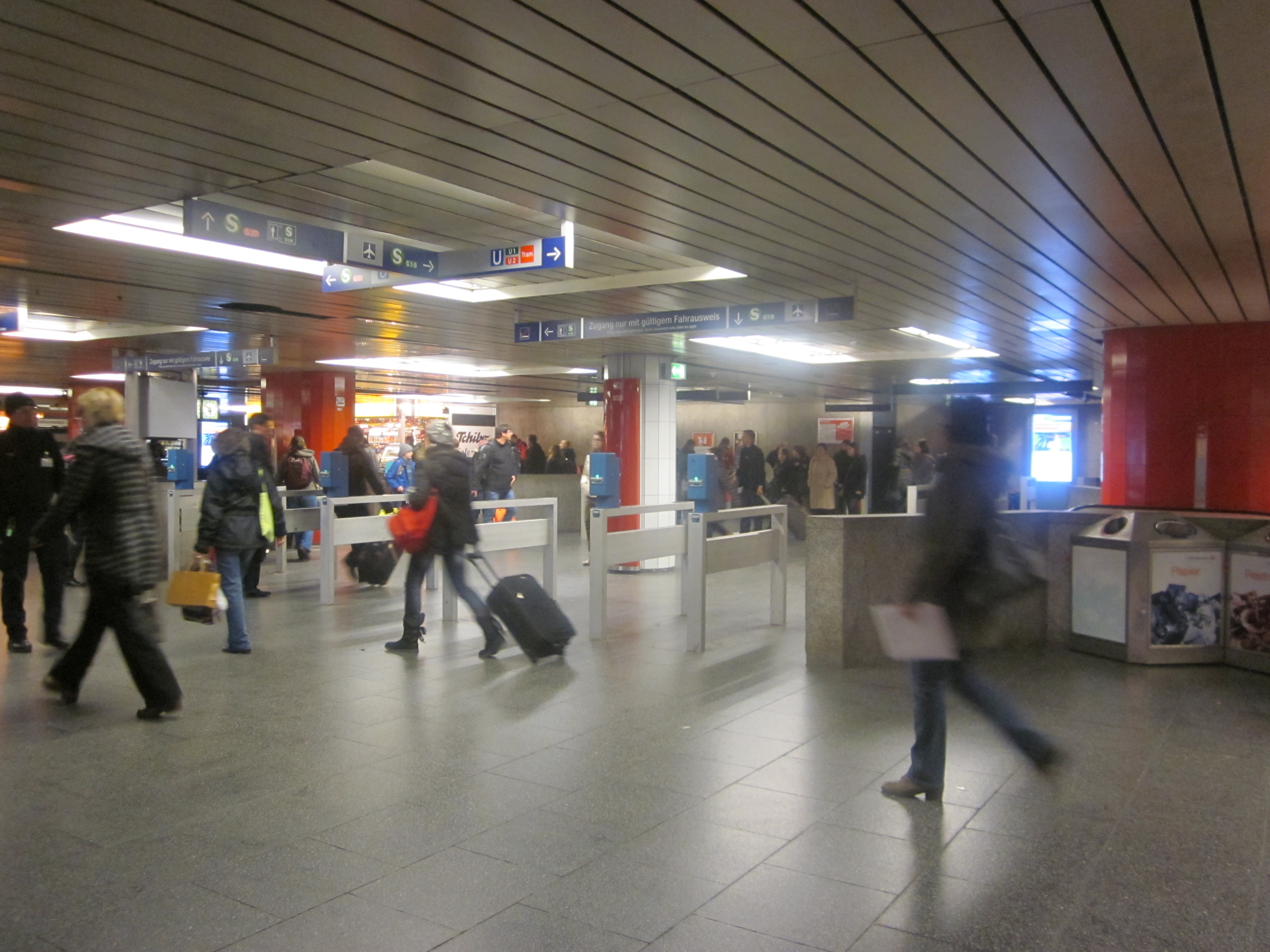

### Desserte
La station Munich-Hauptbahnhof est une station de correspondance qui comporte deux stations :
La station Hauptbanhnhof (U1/U7+U2), qui dispose de quatre voies et deux quais centraux, est desservie par les rames de la ligne U1 et les rames de la ligne U2.

Installations (U1+U2)
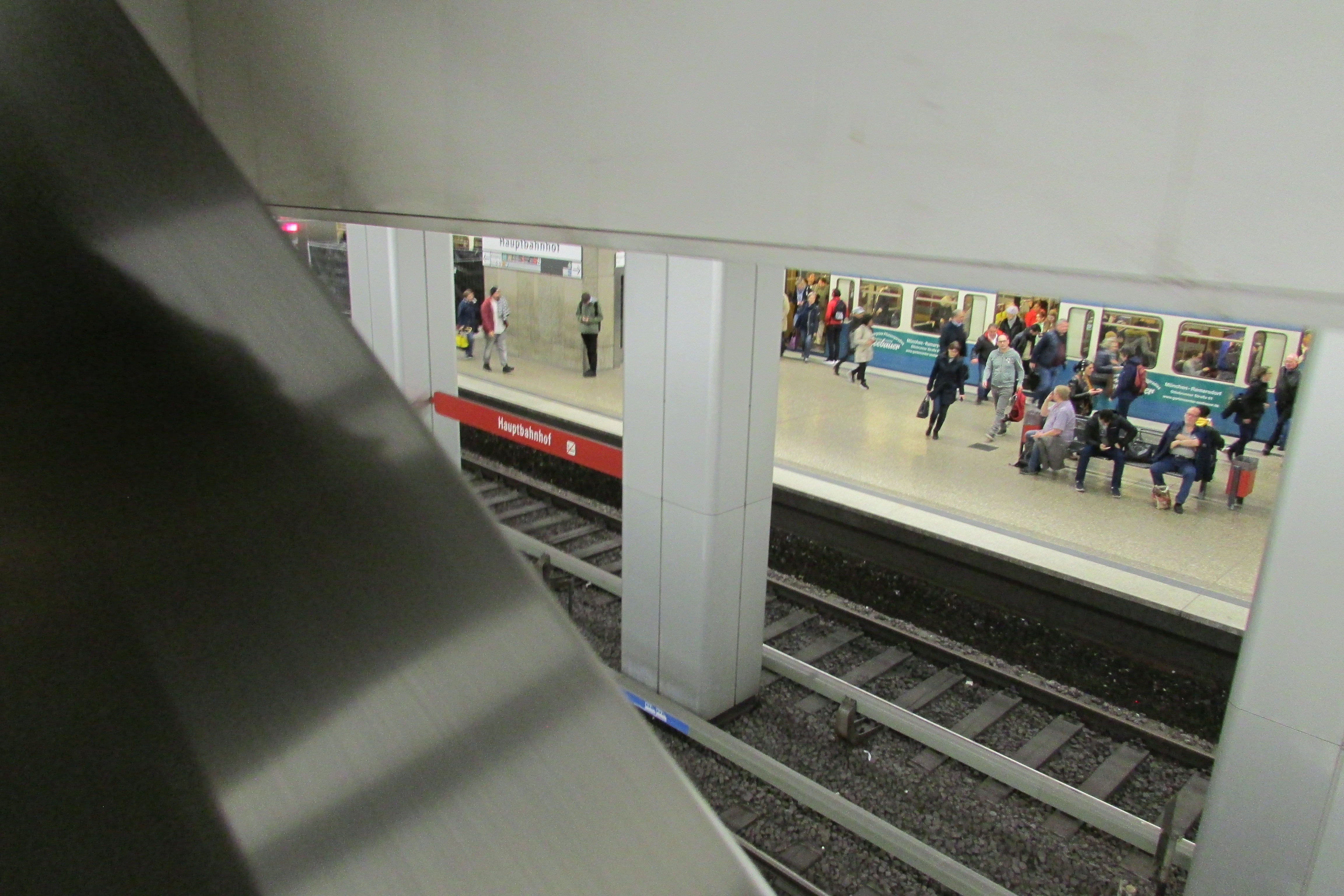
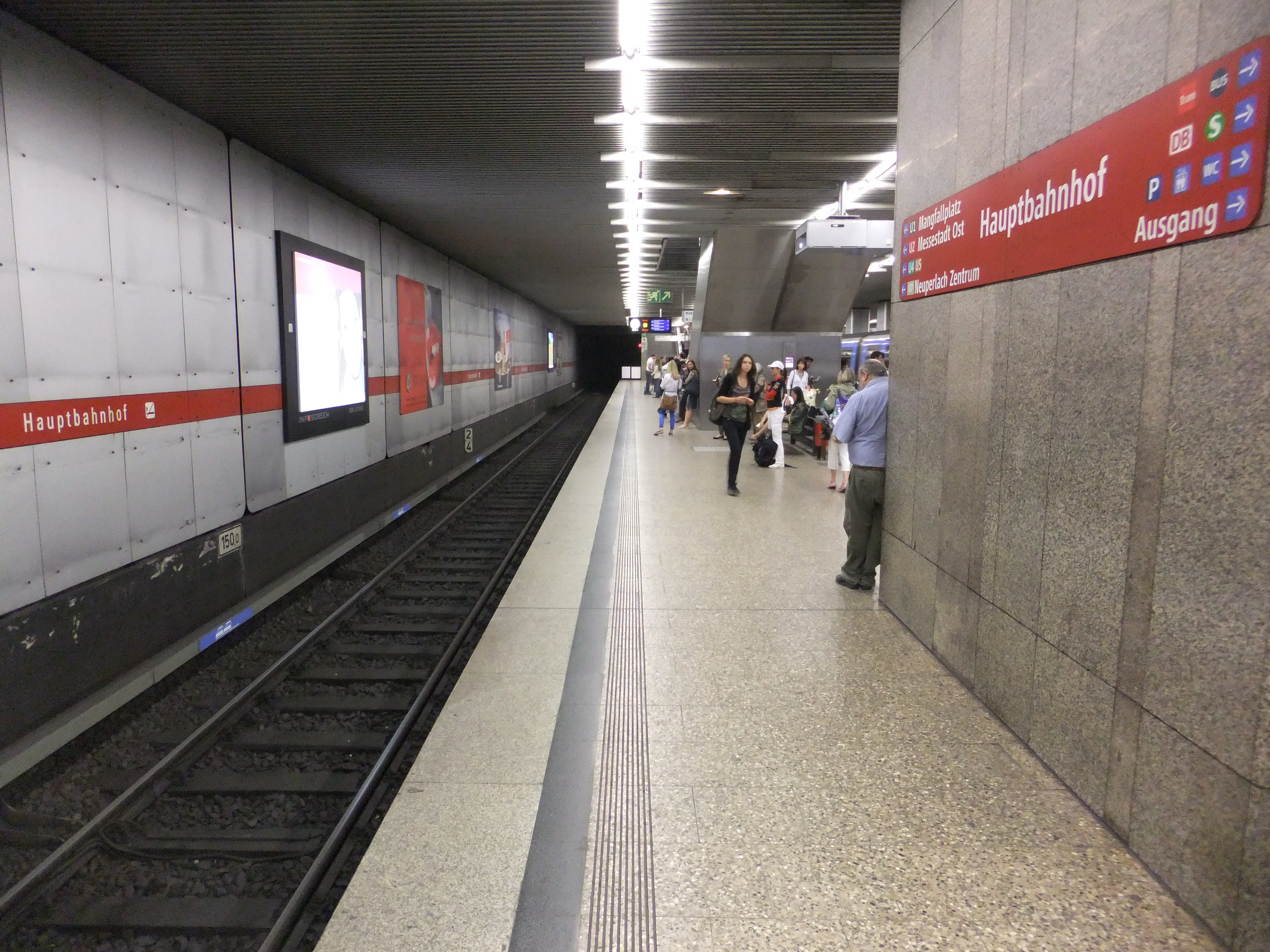
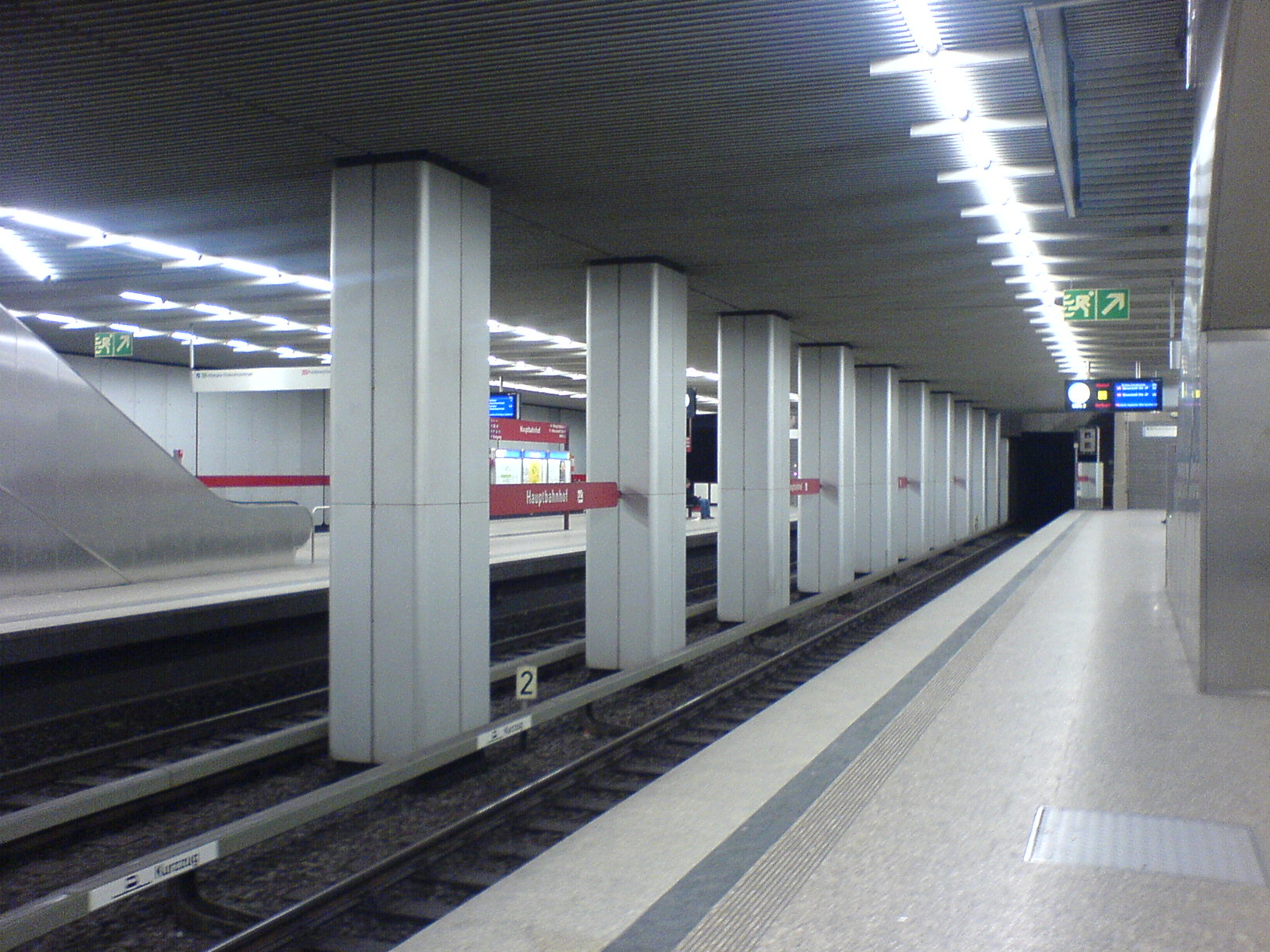

La station Hauptbanhnhof (U4/U5), qui dispose de deux voies et d'un quai central, est desservie alternativement par les rames de la ligne U4 et les rames de la ligne U5.

Installations (U4/U5)
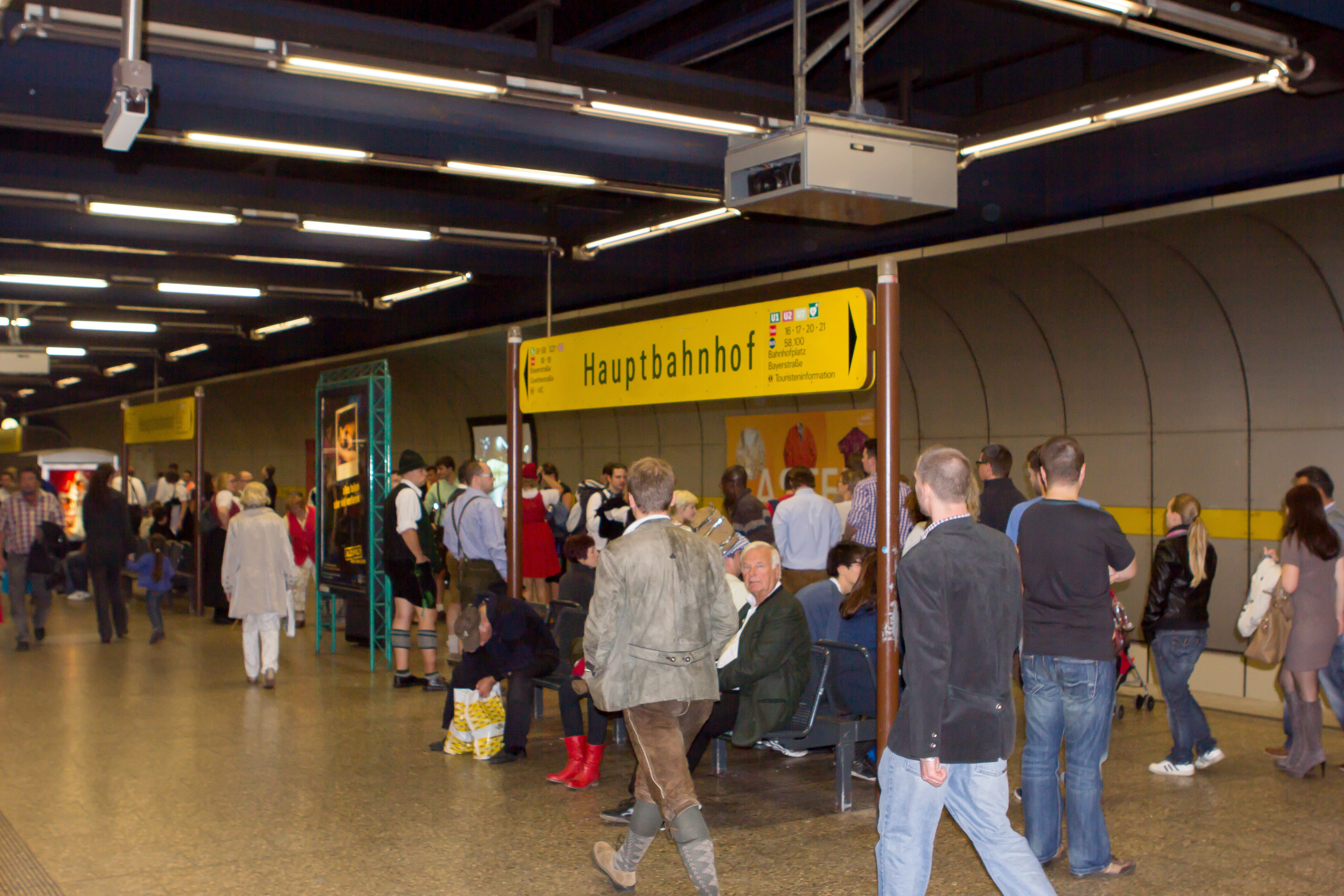
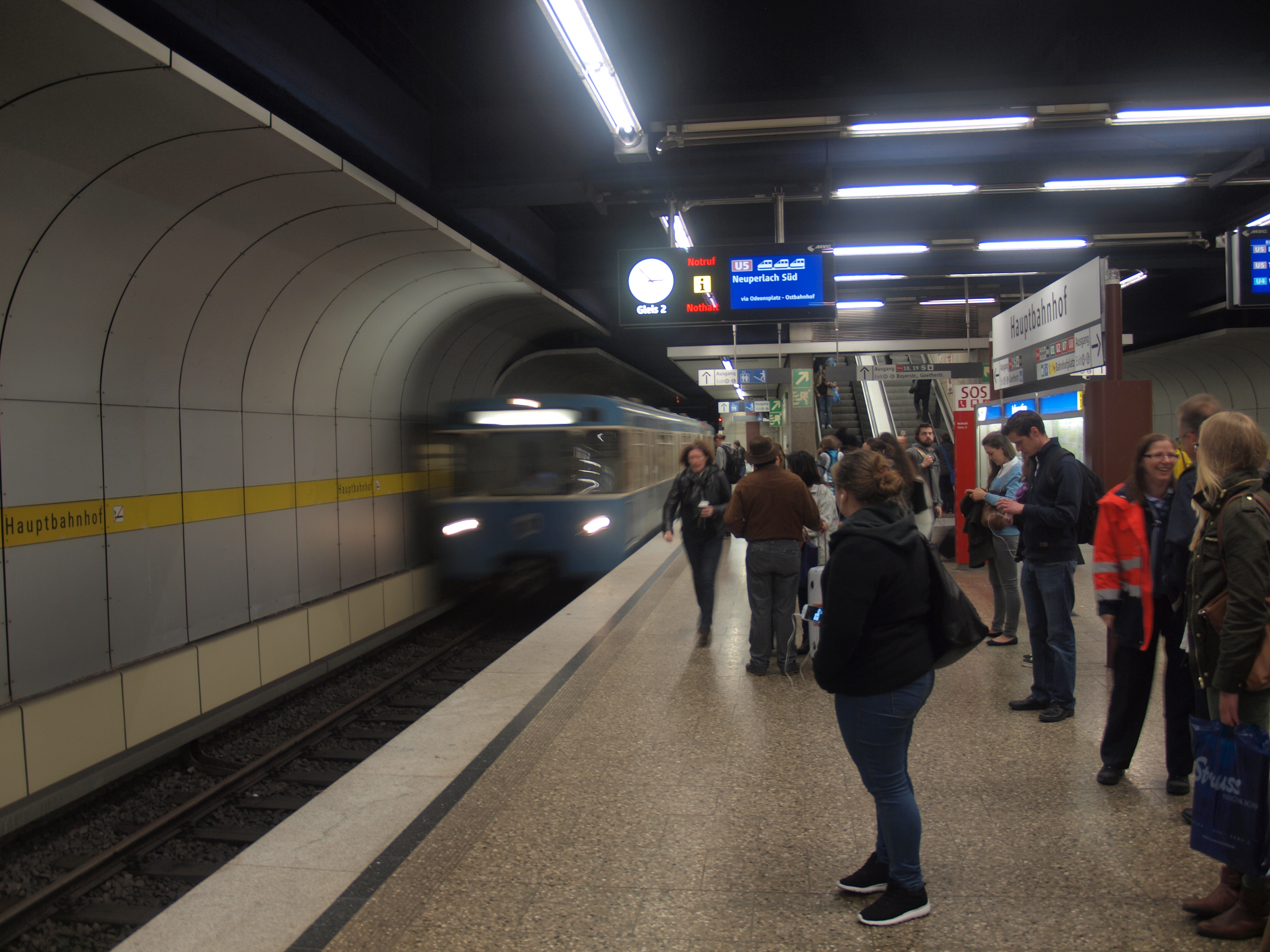
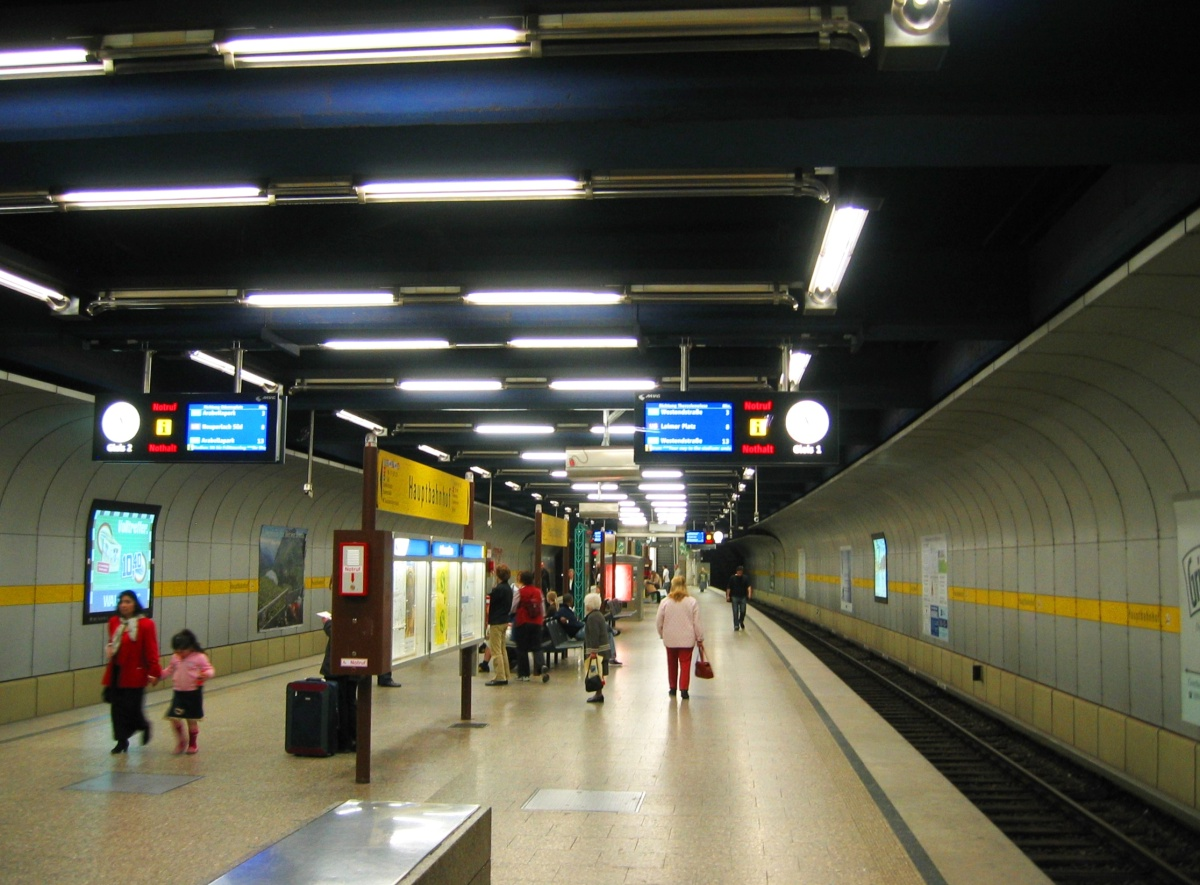

### Intermodalité
La station est en correspondance avec les trains grandes lignes, moyennes distances et banlieue (S-Bahn) via la gare centrale de Munich. Sur le parvis et dans les rues alentour des arrêts des tramways de Munich sont desservis par les lignes 16, 17, 18, 19, 20, 27, 28, 29, N17, N19, N20, N27.

## À proximité
- Gare centrale de Munich